# Мюррей, Крис
Кристофер Джеймс Мюррей (англ. Kristopher James Murray; род. 19 августа 2000, Сидар-Рапидс, Айова) — американский профессиональный баскетболист клуба НБА «Портленд Трэйл Блэйзерс». Он брат-близнец Кигана Мюррея, который играет за «Сакраменто Кингз».

## Карьера в средней школе
Мюррей вырос в Сидар-Рапидс, штат Айова, и учился в средней школе Прейри, где играл в баскетбол со своим братом-близнецом, Киганом, за одну команду. Он был включён в различные сборные после того, как набирал в среднем 19,5 очка, 6,4 подбора, 2,1 передачи, 2,5 блок-шота и 1,1 перехвата за игру. После окончания учебы Мюррей и его брат поступили в аспирантуру Академии DME в Дейтона-Бич, Флорида. Оба брата решили играть в баскетбол в колледже «Айовы».

## Карьера в колледже
Мюррей сыграл в 13 играх, все со скамейки запасных, и провел в общей сложности 41 минуту на первом курсе за «Айова Хокайс». На втором курсе он набирал в среднем 9,7 очка и 4,3 подбора в 35 играх. По окончании сезона Мюррей записался на драфт НБА 2022 года после того, как его брат уже сделал это. В конечном итоге он снял свое имя с драфта после того, как отклонил приглашение на Драфт-комбайн НБА.
В свой юношеский сезон в «Айове» Мюррей был в списках номинантов на приз имени Карла Мэлоуна и приз имени Джона Вудена. Он набирал в среднем 20,2 очка, 7,9 подбора и 2 передачи за игру и по итогам сезона был включён в первую сборную конференции Big Ten. Associated Press, Ассоциация баскетбольных писателей США и Sporting News включили Мюррея в состав третьей всеамериканской сборной. По окончании сезона он участвовал в драфте НБА 2023 года, где был выбран под 23-м номером командой «Портленд Трэйл Блэйзерс».

## Карьера в НБА

### Портленд Трэйл Блэйзерс (2023—н.в.)
Мюррей был выбран «Портленд Трэйл Блэйзерс» в первом раунде драфта НБА 2023 года под 23-м номером, а 1 июля он подписал контракт с командой. Он набрал рекордные в своей карьере очки в играх против «Лос-Анджелес Клипперс» 20 и 22 марта, набрав 17 и 21 очко соответственно.

## Статистика

### Статистика в НБА
| Сезон                                                                                    | Команда  | Регулярный сезон | Регулярный сезон | Регулярный сезон | Регулярный сезон | Регулярный сезон | Регулярный сезон | Регулярный сезон | Регулярный сезон | Регулярный сезон | Регулярный сезон | Регулярный сезон | Серия плей-офф | Серия плей-офф | Серия плей-офф | Серия плей-офф | Серия плей-офф | Серия плей-офф | Серия плей-офф | Серия плей-офф | Серия плей-офф | Серия плей-офф | Серия плей-офф |
| Сезон                                                                                    | Команда  | GP               | GS               | MPG              | FG%              | 3P%              | FT%              | RPG              | APG              | SPG              | BPG              | PPG              | GP             | GS             | MPG            | FG%            | 3P%            | FT%            | RPG            | APG            | SPG            | BPG            | PPG            |
| ---------------------------------------------------------------------------------------- | -------- | ---------------- | ---------------- | ---------------- | ---------------- | ---------------- | ---------------- | ---------------- | ---------------- | ---------------- | ---------------- | ---------------- | -------------- | -------------- | -------------- | -------------- | -------------- | -------------- | -------------- | -------------- | -------------- | -------------- | -------------- |
| 2023/24                                                                                  | Портленд | 62               | 29               | 21,7             | 39,6             | 26,8             | 66,1             | 3,6              | 1,3              | 0,9              | 0,3              | 6,1              | Не участвовал  | Не участвовал  | Не участвовал  | Не участвовал  | Не участвовал  | Не участвовал  | Не участвовал  | Не участвовал  | Не участвовал  | Не участвовал  | Не участвовал  |
| 2024/25                                                                                  | Портленд | 69               | 6                | 15,1             | 41,9             | 22,5             | 45,6             | 2,6              | 1,0              | 0,5              | 0,2              | 4,2              | Не участвовал  | Не участвовал  | Не участвовал  | Не участвовал  | Не участвовал  | Не участвовал  | Не участвовал  | Не участвовал  | Не участвовал  | Не участвовал  | Не участвовал  |
|                                                                                          | Всего    | 131              | 35               | 18,2             | 40,6             | 25,1             | 55,8             | 3,1              | 1,1              | 0,7              | 0,3              | 5,1              | Не участвовал  | Не участвовал  | Не участвовал  | Не участвовал  | Не участвовал  | Не участвовал  | Не участвовал  | Не участвовал  | Не участвовал  | Не участвовал  | Не участвовал  |
| Наведите курсор мыши на аббревиатуры в заголовке таблицы, чтобы прочесть их расшифровку. |          |                  |                  |                  |                  |                  |                  |                  |                  |                  |                  |                  |                |                |                |                |                |                |                |                |                |                |                |

### Статистика в Джи-Лиге
| Сезон                                                                                    | Команда         | Регулярный сезон | Регулярный сезон | Регулярный сезон | Регулярный сезон | Регулярный сезон | Регулярный сезон | Регулярный сезон | Регулярный сезон | Регулярный сезон | Регулярный сезон | Регулярный сезон | Серия плей-офф | Серия плей-офф | Серия плей-офф | Серия плей-офф | Серия плей-офф | Серия плей-офф | Серия плей-офф | Серия плей-офф | Серия плей-офф | Серия плей-офф | Серия плей-офф |
| Сезон                                                                                    | Команда         | GP               | GS               | MPG              | FG%              | 3P%              | FT%              | RPG              | APG              | SPG              | BPG              | PPG              | GP             | GS             | MPG            | FG%            | 3P%            | FT%            | RPG            | APG            | SPG            | BPG            | PPG            |
| ---------------------------------------------------------------------------------------- | --------------- | ---------------- | ---------------- | ---------------- | ---------------- | ---------------- | ---------------- | ---------------- | ---------------- | ---------------- | ---------------- | ---------------- | -------------- | -------------- | -------------- | -------------- | -------------- | -------------- | -------------- | -------------- | -------------- | -------------- | -------------- |
| 2023/24                                                                                  | Рип-Сити Ремикс | 8                | 8                | 32,2             | 39,5             | 30,2             | 55,6             | 7,3              | 1,8              | 1,1              | 1,4              | 14,4             | Не участвовал  | Не участвовал  | Не участвовал  | Не участвовал  | Не участвовал  | Не участвовал  | Не участвовал  | Не участвовал  | Не участвовал  | Не участвовал  | Не участвовал  |
|                                                                                          | Всего           | 8                | 8                | 32,2             | 39,5             | 30,2             | 55,6             | 7,3              | 1,8              | 1,1              | 1,4              | 14,4             | Не участвовал  | Не участвовал  | Не участвовал  | Не участвовал  | Не участвовал  | Не участвовал  | Не участвовал  | Не участвовал  | Не участвовал  | Не участвовал  | Не участвовал  |
| Наведите курсор мыши на аббревиатуры в заголовке таблицы, чтобы прочесть их расшифровку. |                 |                  |                  |                  |                  |                  |                  |                  |                  |                  |                  |                  |                |                |                |                |                |                |                |                |                |                |                |

### Статистика в NCAA
| Сезон | Команда | Conf    | Class | GP | GS | MPG  | FG%  | 3P%  | FT%   | RPG | APG | SPG | BPG | PPG  |
| --- | ------- | ------- | ----- | -- | -- | ---- | ---- | ---- | ----- | --- | --- | --- | --- | ---- |
| 2020/21 | Айова   | Big Ten | FR    | 13 | 0  | 3,2  | 23,1 | 0,0  | 100,0 | 0,6 | 0,1 | 0,1 | 0,1 | 0,6  |
| 2021/22 | Айова   | Big Ten | SO    | 35 | 1  | 17,9 | 47,9 | 38,7 | 64,5  | 4,3 | 1,1 | 0,8 | 0,9 | 9,7  |
| 2022/23 | Айова   | Big Ten | JR    | 29 | 29 | 34,9 | 47,6 | 33,5 | 72,9  | 7,9 | 2,0 | 1,0 | 1,2 | 20,2 |
| Всего | Всего   | Всего   | Всего | 77 | 30 | 21,8 | 47,3 | 34,8 | 69,9  | 5,0 | 1,2 | 0,8 | 0,9 | 12,1 |
| Наведите курсор мыши на аббревиатуры в заголовке таблицы, чтобы прочесть их расшифровку Статистика приведена с сайта sports-reference.com |         |         |       |    |    |      |      |      |       |     |     |     |     |      |

## Личная жизнь
Отец Мюррея, Кеньон, четыре года играл в стартовом составе команды «Айова Хокайс» с 1992 по 1996 года, а в 1992 году стал мистером Баскетболом в Мичигане. Брат-близнец Криса, Киган, был выбран 4-м на драфте 2022 года и в настоящее время играет за «Сакраменто Кингз». Крис был назван в честь покойного Криса Стрита.